# Molise (vino)
Il Molise è una DOC riservata ad alcuni vini la cui produzione è consentita nelle province di Campobasso e Isernia.

## Disciplinare
È stato istituito con decreto ministeriale del 18 maggio 1988.

## Tipologie
Le tipologie riconosciute di Molise sono le seguenti:
- Molise Aglianico
- Molise Aglianico riserva
- Molise Bianco spumante di qualità
- Molise Cabernet Sauvignon
- Molise Chardonnay
- Molise Chardonnay frizzante
- Molise Chardonnay spumante di qualità
- Molise Falanghina
- Molise Falanghina Passito
- Molise Falanghina Spumante di qualità
- Molise Fiano
- Molise Fiano frizzante
- Molise Fiano spumante di qualità
- Molise Greco Bianco
- Molise Malvasia
- Molise Malvasia frizzante
- Molise Malvasia spumante di qualità
- Molise Merlot
- Molise Merlot frizzante
- Molise Merlot novello
- Molise Moscato bianco
- Molise Moscato bianco frizzante
- Molise Moscato bianco passito
- Molise Moscato bianco spumante di qualità
- Molise novello
- Molise Pinot bianco
- Molise Pinot bianco frizzante
- Molise Pinot bianco spumante di qualità
- Molise Pinot grigio
- Molise Pinot grigio frizzante
- Molise Pinot grigio spumante di qualità
- Molise Pinot Nero
- Molise Rosato (o Rosato del Molise)
- Molise Rosato spumante di qualità
- Molise Rosso
- Molise Rosso riserva
- Molise Rosso spumante di qualità
- Molise Sangiovese
- Molise Sauvignon
- Molise Trebbiano

Fino al 2013 era prevista anche la tipologia Molise spumante.
Fino al 2000 erano inoltre previste le tipologie Molise Montepulciano e Molise Montepulciano riserva, quando, a seguito di un ricorso sull'uso del nome "Montepulciano" depositato dalla Regione Toscana, dalla Provincia di Siena e dal Consorzio del Vino Nobile di Montepulciano, è stato annullato il permesso di abbinare la denominazione di origine controllata dei vini "Molise" al nome del vitigno "Montepulciano".